# Alex Riel
Pour les articles homonymes, voir Riel (homonymie).
Alex Riel, né le 13 septembre 1940 à Copenhague et mort le 9 juin 2024 à Liseleje (Zélande-du-Nord), est un batteur danois.

## Biographie
Comme batteur de jazz, Alex Riel a accompagné de nombreux musiciens. On a pu l’entendre avec Kenny Werner, Bob Brookmeyer, Thomas Clausen (en), Bill Evans, Eddie « Lockjaw » Davis, Jackie McLean, Freddie Hubbard,  Dexter Gordon, Ray Brown, Donald Byrd, Don Cherry, Art Farmer, Hank Jones, Thad Jones, Ben Webster, Stéphane Grappelli…
Avec le contrebassiste Niels-Henning Ørsted Pedersen et le pianiste Kenny Drew, il a souvent enregistré avec des musiciens en tournée au Danemark.
Comme batteur de rock, il est un des membres originels du groupe danois The Savage Rose, fondé en 1967.